# 安东尼奥·德尔·安德拉德

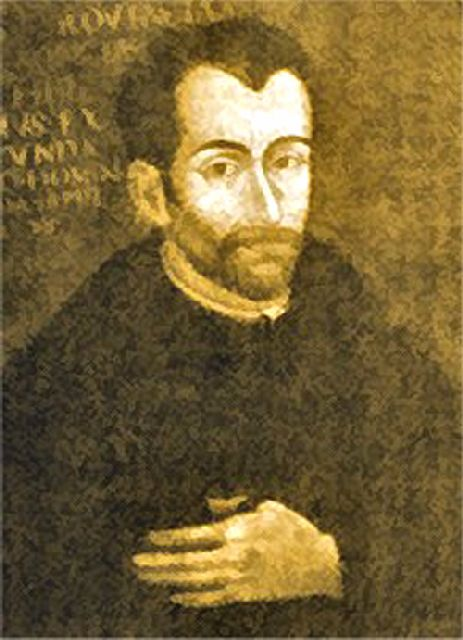
安东尼奥·德尔·安德拉德

安东尼奥·德尔·安德拉德（António de Andrade；1580年—1634年3月19日），葡萄牙耶穌会传教士。生于葡萄牙奧萊羅斯，卒于现在的印度果阿邦（当时为葡萄牙殖民地）。是第一个经印度穿越喜马拉雅山进入西藏的欧洲人。

## 生平
1626年8月，安东尼奥·德尔·安德拉德和他的教会兄弟曼努埃尔·马尔克斯试图进入西藏传教，从印度北部现在的北阿坎德邦杰莫利县穿过位于喜马拉雅山的中印边界玛那山口（海拔5608 m）进入古格王朝首都（现在的中国西藏阿里地区札达县）。当时这里的统治者是古格王朝赤扎西扎巴德王。据说，正是因为安东尼奥·德尔·安德拉德的传教行为，导致了古格王朝的灭亡。
当时的古格王赤扎西扎巴德与他充任宗教领袖最高法王的弟弟扎达矛盾很深，古格王试图用西方人来抵消当地僧侣势力的威胁，削弱佛教团体的影响，引起僧侣的不满，1633年，僧侣们发动叛乱，古格王弟勾结拉达克军队围攻古格都城。1635年，古格王不敌而投降，國王及王室成員慘遭拉達克將士殺害，古格王朝灭亡。其地被拉达克王室统治，后来又被拉萨政府夺回〔1679年，五世达赖及其爱徒第巴桑结嘉措、持教法王达赖汗命令噶丹泽旺率蒙藏联军反击拉达克王的入侵，攻占拉达克首都列城，迫使拉达克王割让早年侵占的古格、日土等地并恢复称臣纳贡〕。安东尼奥·德尔·安德拉德建立的西藏第一个耶穌会被取缔，所有传教士被驱逐出境。
他於1630年成為果阿邦耶穌會的主管，於1633年離職回到聖保羅學院的教職。在此期間，他還擔任果阿裁判所的代表。他於1634年3月4日被下毒，到3月19日去世。宗教法庭對他的死亡進行的調查顯示，他是被學院中不滿的耶穌會士謀殺。

## 著作
他關於西藏的著作於1626年在里斯本以葡萄牙文出版，有多個歐洲語言譯本。Michael J. Sweet將他關於西藏的書信譯成英文，於2017年出版。